# Gery-Nikol
Gery-Nikol Nikolaeva Georgieva (bulgară: Гери-Никол Николаева Георгиева; n. 30 iulie 1998, Varna), cunoscută simplu Gery-Nikol (bulgară: Гери-Никол), este o cântăreață bulgară care s-a făcut cunoscută la sfârșitul anului 2014, odată cu participarea la cel de-al treilea sezon al X Factor Bulgaria ca parte a grupului de fete Sweet 16.
În 2015, la câteva luni de la plecarea ei din concurs, Gery-Nikol a semnat cu casa de discuri bulgaro-germană Facing the Sun. Primul ei single, „Ela i si vzemi”, lansat în colaborare cu mentorul ei de la X Factor, Krisko, a dominat toate topurile muzicale bulgare în vara lui 2015 și s-a bucurat de succes comercial pe tot parcursul anului. Ulterior a lansat „Momiche kato men”, „I'm the Queen” și „Gotina i luda”, ultimele două însoțite de versiuni în engleză îndreptate către o audiență internațională. În iulie 2017 și-a lansat cel de-al cincilea single, „Naprao gi ubivam”, alături de rapperul 100 Kila. Piesa s-a bucurat de un succes fulminant în topurile bulgare, iar videoclipul acesteia a strâns peste 35 de milioane de vizualizări pe YouTube, devenind astfel cel mai vizionat clip al unui artist bulgar. 
În 2018, Gery-Nikol a fost invitată să participe în cel de-al șaselea sezon al Kato dve kapki voda, versiunea bulgară a francizei Your Face Sounds Familiar.
Gery-Nikol este cunoscută pentru stilul său extravagant și vocea cu nuanțe R&B.

## Discografie

### Single-uri
| 2015             | „Ela i si vzemi” (feat. Krisko)     | 1  |  |  |
| 2015             | „Momiche kato men”                  | 5  |  |  |
| 2016             | „I'm the Queen”1                    | 13 |  |  |
| 2016             | „Gotina i luda”1                    | —  |  |  |
| 2017             | „Naprao gi ubivam” (feat. 100 Kila) | 6  |  |  |
| rowspan="2" 2018 | „Nad Zakona”                        | —  |  |  |
| „Ustni”          | 10                                  |    |  |  |